# Bürstenlose Erregereinrichtung

Im Bild ist ein Drehstrom-Synchrongenerator (SG), der Erregerstrom (I_{E}), der mitrotierende Diodengleichrichter (V1), die Erregermaschine (G1) und die Hilfserregermaschine (G2) mit dem Thyristorstellglied (V2) zu sehen.

Im Bild ist ein Drehstrom-Synchrongenerator (SG), der Erregerstrom (I_{E}), der mitrotierende Diodengleichrichter (V1), die Erregermaschine (G) und der Erregertransformator (ET) mit dem Thyristorstellglied (V2) zu sehen.

Die bürstenlose Erregereinrichtung (auch schleifringlose Erregereinrichtung) ist ein Erregersystem für Synchronmaschinen. Bei der Erregung von Großgeneratoren fließen mehrere kA Erregerstrom, was bei statischen Erregereinrichtungen mit Schleifringen sehr breite Schleifringe und viele parallelgeschaltete Bürsten erfordert und entsprechende Verluste mit sich bringt. Außerdem kann es beim Einsatz von Bürsten zu Bürstenfeuer kommen. Diese Probleme lassen sich mit dem Prinzip der bürstenlosen Erregung  mit mitrotierendem Diodengleichrichter vermeiden.

## Aufbau
Direkt an die Synchronmaschine (Hauptmaschine) sind ein Außenpol-Drehstromgenerator (Erregermaschine) und ein (meist) permanenterregter Drehstrom-Synchrongenerator (Hilfserregermaschine) angekuppelt. Die Hilfserregermaschine speist die Außenpolwicklung der Erregermaschine über ein Thyristorstellglied mit Hilfserregerleistung. Diese wird in Abhängigkeit von der Ständerspannung der Hauptmaschine geregelt. Außerdem ist es möglich, die Hilfserregerleistung über das Eigenbedarfsnetz oder den Ständerkreis der Hauptmaschine zu beziehen. Zur Spannungsanpassung wird häufig ein Transformator verwendet, der in dem Fall als Erregertransformator bezeichnet wird. Die Erregerwicklung der Hauptmaschine wird direkt über den mitrotierenden Diodengleichrichter mit Erregerleistung aus der Läuferwicklung der Erregermaschine gespeist. Da sich die Erregerwicklung der Hauptmaschine, der Diodengleichrichter und die Läuferwicklung der Erregermaschine auf mitrotierenden Teilen befinden und die Erregermaschine die Hilfserregerleistung über ihre Außenpole erhält, ist kein Einsatz von Schleifringen und Bürsten notwendig.
Neben dem Einsatz bei Großgeneratoren wird die bürstenlose Erregung vor allem bei Synchronmotoren verwendet. Da sich die Erregereinrichtung mit auf der Welle und gemeinsam in einem Gehäuse mit der Synchronmaschine befindet, ist eine kompakte Bauweise möglich.

## Vor- und Nachteile

### Vorteile
- Keine Bürsten und Schleifringe und damit verbundene Verluste und Verschleiß
- Kein Bürstenfeuer
- Einsatz in Ex-geschützten Bereichen möglich

### Nachteile
- Wartung des Diodengleichrichters nur im Stillstand möglich
- Der Erregerstrom der Hauptmaschine wird indirekt über den Hilfserregerstrom der Erregermaschine beeinflusst. Die erreichbaren zeitlichen Änderungen dIE/dt werden durch die Zeitkonstante der Erregermaschine reduziert. Die Ausregelzeiten bei Störungen sind deshalb größer als bei statischen Erregereinrichtungen.
- Keine Schnellentregung möglich
- Größe der Erregereinrichtung wächst antiproportional zur Drehzahl der Hauptmaschine → unattraktiv für kleine Drehzahlen.
- Ein Frequenzanlauf, wie er für Gasturbinensätze erforderlich ist, kann mit RG-Erregungen (rotierender Gleichrichter) nicht erfolgen.

## Geltende Normen
- DIN EN IEC 60034-3 - Drehende elektrische Maschinen - Teil 3: Besondere Anforderungen an Synchrongeneratoren, angetrieben durch Dampfturbinen oder Gasturbinen, und an synchrone Phasenschieber (Vorsichtsmaßnahmen für den drehenden Teil der Erregereinrichtung bei wasserstoffgekühlten Generatoren)
- DIN EN 60034-16-1 – Drehende elektrische Maschinen – Teil 16-1: Erregersysteme für Synchronmaschinen – Begriffe
- E DIN IEC/TS 60034-16-2 - Drehende elektrische Maschinen - Teil 16-2: Erregersysteme für Synchronmaschinen – Modelle für Untersuchungen des Energieversorgungsnetzes
- Normenreihe IEEE 421